# Neocompsa veracruzana
Neocompsa veracruzana là một loài bọ cánh cứng trong họ Cerambycidae.